# 이중섭미술관
이중섭미술관은 제주특별자치도 서귀포시 서귀동 소재의 시립 미술관이다.

## 연혁
- 1995.11. 이중섭거주지 기념표석 건립
- 1996.03. 이중섭거리 지정
- 1997.09. 이중섭거주지 복원
- 2001.06. 이중섭 기념조형물 설치
- 2002.11. 이중섭 전시관 개관
- 2003.03. 가나아트, ‘섶섬이 보이는 풍경’외 65점 기증
- 2003.07. 2종 미술관등록
- 2004.07. 소로길 ․ 산책로 대형주차장 ․ 공원 조성
- 2004.08. 갤러리현대, ‘파란 게와 어린이’외 53점 기증
- 2004.09. 1종 미술관 등록
- 2006.03. 미술관 주차장 ․ 휴게공간 ․ 공원 조성
- 2008.12. 이중섭미술관 창작스튜디오 준공
- 2009.06. 이중섭작품 ‘선착장을 내려다 본 풍경’외 1점 구입

## 관람 안내
관람 시간
- 10월 ~ 이듬해 6월: 09:00~18:00
- 7~9월: 09:00~20:00

휴관일
- 매주 월요일
- 설날, 추석, 1월 1일

관람요금은 장애인과 국가유공자 6세미만 65세이상제외
| 구분          | 대상 | 10인이상 |
| ------------- | ---- | -------- |
| 어린이(7~12)  | 400  | 300      |
| 청소년(13~24) | 800  | 500      |
| 성인(25~64)   | 1500 | 1000     |